# Riyad Pacha
Mustafa Riyad (1835/36-1911), couramment appelé Riyad Pacha est un homme d'État égyptien. Son nom peut aussi s'écrire Riaz Pacha et Riyad Basha (en arabe : رياض باشا). Il a servi en tant que Premier ministre d'Égypte à trois reprises au cours de sa carrière. Son premier mandat a été entre le 21 septembre 1879 et le 10 septembre 1881. Son deuxième mandat a été entre le 9 juin 1888 au 12 mai 1891. Son dernier mandat a duré du 17 janvier 1893 au 16 avril 1894.

## Biographie
On ne sait pas grand-chose de ses débuts, si ce n'est que, jusqu'à l'accession d'Ismaïl Pacha au khédivat d'Égypte en 1863, il occupe une position modeste.
Ismaïl, reconnaissant en cet obscur individu une capacité de travail et une forte volonté, en fait l'un de ses ministres, pour découvrir, à son grand dam, que Riyad était aussi un honnête homme doté d'une remarquable indépendance de caractère. Lorsque les difficultés financières d'Ismaïl Pacha  l'obligent à accepter une commission d'enquête, Riyad est le seul Égyptien connu pour son honnêteté, suffisamment intelligent et patriote pour être nommé vice-président de la commission. Il remplit cette fonction avec distinction, mais pas au goût d'Ismaïl.
Le khédive Ismaïl Pacha  se sent toutefois obligé de nommer Riyad membre du premier cabinet égyptien lorsque, pour ménager ses créanciers européens, il prend la position d'un monarque constitutionnel en 1878. Pendant les quelques mois que dure ce gouvernement (septembre 1878 - avril 1879), Riyad est ministre de l'intérieur. Lorsque Ismaïl révoque le cabinet et tente de reprendre un régime autocratique, Riyad s'enfuit du pays.
Ismaïl Pacha est obligé finalement de se démettre en faveur de son fils, Tawfiq. Après la déposition d'Ismaïl, en juin 1879, Riyad est appelé par les contrôleurs britanniques et français et forme le premier ministère du khédive Tawfiq. Son administration, marquée par beaucoup d'habileté, ne dure que deux ans et est renversée par l'agitation dont Ahmed Urabi est la figure de proue. Riyad considère les débuts de ce mouvement comme sans importance. En réponse à un avertissement sur ce qui pourrait arriver, il dit : « Mais c'est l'Égypte ; de telles choses n'arrivent pas ; vous dites qu'elles sont arrivées ailleurs, peut-être, mais c'est l'Égypte ». De 1879 à 1881, il cumule les titres de ministre des Finances et de ministre de l'Intérieur. Le soir du 9 septembre 1881, après la manifestation militaire de la place Abdin, Riyad est démis de ses fonctions ; de santé fragile, il part pour l'Europe et reste à Genève jusqu'à la chute d'Ahmed Urabi.
Après la chute d'Ahmed Urabi, Riyad accepte le poste de ministre de l'Intérieur de Mohammad Charif Pacha. Si Riyad avait pu agir à sa guise, Urabi et ses associés auraient été exécutés sur-le-champ ; aussi, lorsque les Britanniques insistent pour que la clémence soit accordée aux chefs de la révolte, Riyad refuse de rester ministre de l'Intérieur et démissionne en décembre 1882.
Il ne participe plus aux affaires publiques jusqu'en 1888, date à laquelle, après la destitution de Nubar Pacha, il est appelé à former un gouvernement. Il considère alors que la seule politique possible pour un homme d'État égyptien est de travailler en harmonie avec le représentant britannique, Sir Evelyn Baring (plus tard connu sous le nom de Lord Cromer). C'est ce qu'il réussit à faire dans une large mesure, en étant le témoin, sinon l'initiateur, de l'abolition pratique de la corvée et de nombreuses autres réformes. La nomination d'un fonctionnaire anglo-indien comme conseiller judiciaire du khédive se heurte cependant à l'opposition de Riyad, qui démissionne en mai 1891.
En janvier 1893, il redevient premier ministre sous Abbas II, ayant été choisi parce qu'il était relativement acceptable à la fois pour le khédive et pour les Britanniques. En avril 1894, Riyad démissionne finalement pour des raisons de santé.
Il meurt en juin 1911.